# Кипари
Кипари или Бахчели Оваси (на гръцки: Κηπάρι, катаревуса Κηπάριον, Кипарион, до 1927 година Μπακτσέ Λόβασι, Бакце Ловаси) е село в Гърция, в дем Кожани, област Западна Македония.

## География
Кипари е разположено на 750 m надморска височина, на 12 km западно от Кожани, в източните склонове на Синяк.

## История

### В Османската империя
В края на XIX век Бахчели Оваси е турско село в Османската империя. Според статистиката на Васил Кънчов („Македония. Етнография и статистика“) през 1900 година в Бахчели (Бахчелери), Кожанска каза, има 212 турци.
На Етнографската карта на Битолския вилает на Картографския институт в София от 1901 година Бахчели е чисто турско село в Кожанската каза на Серфидженския санджак с 45 къщи.
Според статистика на Серфидженския санджак на гръцкото консулство в Еласона от 1904 година в Бахдзеловаси (Μπαχτζελόβασι), Кожанска каза, живеят 110 турци.

### В Гърция
През Балканската война в 1912 година в селото влизат гръцки части и след Междусъюзническата в 1913 година остава в Гърция. В 1913 година селото (Μπακτσέ Λόβασι) има 100 жители. През 20-те години населението му се изселва в Турция и на негово място са настанени християнски бежанци от Турция. В 1928 година селото е изцяло бежанско с 24 семейства и 104 жители бежанци. В 1927 името на селото е сменено на Кипари.
Традиционно населението се занимава с отглеждане предимно на картофи и жито и се занимава и със скотовъдство.
| Година    | 1913 | 1920 | 1928 | 1940 | 1951 | 1961 | 1971 | 1981 | 1991 | 2001 | 2011 | 2021 |
| --------- | ---- | ---- | ---- | ---- | ---- | ---- | ---- | ---- | ---- | ---- | ---- | ---- |
| Население | 100  | 182  | 106  | 168  | 164  | 192  | 99   | 67   | 63   | 68   | 39   | 26   |